# Diepzeeroodbaars
De diepzeeroodbaars (Sebastes mentella) is een straalvinnige vis uit het geslacht Sebastes en behoort derhalve tot de orde van schorpioenvisachtigen (Scorpaeniformes). De vis kan een lengte bereiken van 55 cm. De hoogst geregistreerde leeftijd is 75 jaar.

## Leefomgeving
Sebastes mentella is een zoutwatervis. De vis prefereert een diepwaterklimaat en leeft hoofdzakelijk in de Atlantische Oceaan. De diepteverspreiding is 300 tot 1000 m onder het wateroppervlak.

## Relatie tot de mens
Sebastes mentella is voor de visserij van aanzienlijk commercieel belang. In de hengelsport wordt er weinig op de vis gejaagd.